# Louise Brough
Pour les articles homonymes, voir Brough.
Althea Louise Brough épouse Clapp (née le 11 mars 1923 à Oklahoma City, et morte à Vista (Californie), le 3 février 2014) est une joueuse de tennis américaine des années 1940 et 1950.
Très habile à la volée, elle gagne treize titres à Wimbledon en simple, double dames et double mixte, ainsi que 17 autres aux Internationaux des États-Unis, dont neuf consécutifs en double dames aux côtés de Margaret Osborne (1942-1950).
Elle ne s'aligne qu'une fois aux Internationaux d'Australie (victoire en 1950 contre Doris Hart) et quatre à Roland Garros (trois demi-finales).
En 24 participations en simple dans les épreuves du Grand Chelem, elle atteint au moins les quarts de finale à 23 reprises (et 20 fois les demi-finales), soit l'un des meilleurs ratios de tous les temps.
Louise Brough est membre du International Tennis Hall of Fame depuis 1967.
Elle est la première femme à remporter au moins une fois les 4 tournois du Grand chelem en double dames . Toujours en double dames elle est la première à réaliser le petit chelem en remportant Roland-Garros, Wimbledon, et l'US open en 1949 puis l'open d'Australie en 1950.

## Parcours en Grand Chelem (partiel)
Si l’expression « Grand Chelem » désigne classiquement les quatre tournois les plus importants de l’histoire du tennis, elle n'est utilisée pour la première fois qu'en 1933, et n'acquiert la plénitude de son sens que peu à peu à partir des années 1950.